# エンター・ザ・レビュー
『エンター・ザ・レビュー』は宝塚歌劇団の舞台作品。作・演出は酒井澄夫

。

## 解説
※『宝塚歌劇100年史（舞台編）』の宝塚大劇場公演参考。
レビュー の原点であるパリ・レビューを顧みて、そのエスプリを生かしながら、現代の感覚に合わせ、21世紀のお洒落なレビューを展開した。シャンソン、ジャズ、クラシック音楽などをアレンジして構成し、21世紀のレビューを目指した。

## 公演記録
2005年・花組
3月25日(金)から5月9日(月)まで宝塚大劇場で公演。
5月27日(金)から7月3日(日)まで東京宝塚劇場で公演。
8月2日(火)から8月24日(水)まで博多座で公演。
形式名は「グランド・レビュー」、14場。
併演作品は『マラケシュ・紅の墓標』。
2006年・花組
全国ツアー
- 11月4日・5日　梅田芸術劇場メインホール
- 11月7日・8日　アクトシティ浜松（静岡県）
- 11月10日　川口総合文化センター（埼玉県）
- 11月11日　神奈川県民ホール
- 11月12日　市川市文化会館（千葉県）
- 11月14日　結城市民文化センター（茨城県）
- 11月15日　桐生市市民文化会館（群馬県）
- 11月17日・18日・19日　福岡市民会館
- 11月21日　九州厚生年金会館（福岡県北九州市）
- 11月23日　倉敷市民会館（岡山県）
- 11月25日・26日　名古屋市民会館（愛知県）
- 11月28日　島根県芸術文化センター「グラントワ」（島根県益田市）
- 11月30日・12月1日　広島郵便貯金ホール

形式名は「グランド・レビュー」。
併演作品は『うたかたの恋』。
2008年・花組
全国ツアー
- 9月20日・21日　梅田芸術劇場・メインホール
- 9月23日　大宮ソニックシティ（埼玉県）
- 9月24日　伊勢崎市文化会館（群馬県）
- 9月26日　福島県文化センター
- 9月27日・28日　イズミティ21（宮城県仙台市）
- 9月30日　北上・さくらホール（岩手県北上市）
- 10月2日　ふるさと交流圏民センター・オルテンシア（青森県五所川原市）
- 10月4日・5日　秋田市文化会館（秋田県）
- 10月7日　新潟県民会館
- 10月9日　茅ヶ崎市民文化会館（神奈川県）
- 10月11日　府中の森芸術劇場（東京都）
- 10月12・13日　市川市文化会館（千葉県）
- 10月15日　半田市福祉文化会館（愛知県）
- 10月16日　四日市市文化会館（三重県）
- 10月17日　三重県文化会館

形式名は「グランド・レビュー」。
併演作品は『外伝ベルサイユのばら -アラン編-』。

## スタッフ（2005年）
宝塚大劇場公演
- 作曲・編曲[8]：吉田優子/鞍富真一/玉麻尚一
- 編曲[8]：竹内一宏
- 音楽指揮[8]：矢部豊
- 振付[8]：羽山紀代美/御織ゆみ乃/若央りさ/KAZUMII-BOY
- 装置[8]：新宮有紀
- 衣装[8]：有村淳
- 照明[9]：勝柴次朗
- 音響[9]：実吉英一
- 小道具[9]：石橋清利
- 効果[9]：木多美生
- 歌唱指導[9]：安奈淳
- 演出助手[9]：齋藤吉正/児玉明子
- 舞台進行[9]：濱野文宏/宮脇学/田中秀和
- 制作[9]：北野靖
- フラメンコギター[9]：染谷ひろし

## 主な出演者

### 2005年（主な出演者）
- 春野寿美礼
- ふづき美世

### 2006年（主な出演者）
- 春野寿美礼
- 桜乃彩音

### 2008年（主な出演者）
- 真飛聖
- 桜乃彩音